# Prix Acfas Gilles-Paquet
Le Prix Acfas Gilles-Paquet est une distinction scientifique créée en 2022 par l'Acfas (Association canadienne-française pour l'avancement des sciences) pour récompenser la recherche en francophonie minoritaire canadienne. Il est décerné à une chercheuse ou un chercheur œuvrant dans le milieu de la francophonie minoritaire canadienne, dans une institution située à l'extérieur du Québec.

## Historique
Le Prix Acfas Gilles-Paquet a été créé en 2022 et lancé lors du gala marquant le centenaire de l'Acfas. Il porte le nom de Gilles Paquet, économiste et ancien président de l'Acfas, reconnu comme défenseur de la recherche en français en milieu minoritaire.
Le prix est parrainé par l'Association des collèges et universités de la francophonie canadienne (ACUFC).

## Objectifs et critères
Ce prix vise à souligner une contribution exceptionnelle à la vitalité de la recherche en français et à son rayonnement dans le contexte de la francophonie minoritaire canadienne.
Les candidatures sont évaluées selon trois critères principaux :
1. Contribution à la vitalité de la recherche en français en contexte minoritaire canadien (65 %) : publications savantes, organisation d'événements scientifiques et communications avec divers acteurs (grand public, médias, milieux utilisateurs de la recherche, communautés, entreprises, gouvernements, etc.).
2. Recherche et enseignement (25 %) : cours enseignés et programmes de recherche menés, sans égard à la langue.
3. Services à la collectivité en français en contexte minoritaire (10 %)[1].

## Lauréats et lauréates
- 2024 - Jacinthe Savard, ergothérapie, Université d'Ottawa[4],[5]
- 2023 - Annette Boudreau, sciences du langage et insécurité linguistique, Université de Moncton[6],[7]